# Garo khajuriai
Pour les articles homonymes, voir Garo.
Genre
Garo est un genre de poissons d'eau douce de la famille des Chaudhuriidae. Ce genre est actuellement monotypique et ne comprend qu'une seule espèce de poissons, Garo khajuriai (Talwar, Yazdani & Kundu, 1977).

## Liste d'espèces
Selon World Register of Marine Species (5 janvier 2021) :
- Garo khajuriai (Talwar, Yazdani & Kundu, 1977)